# Lijst van gouverneurs van Arkansas
Dit is een lijst met gouverneurs van de Amerikaanse staat Arkansas.

Zegel van de staat Arkansas.

## Territoriale Gouverneurs
| Nr. | Gouverneur     | Termijn      | Termijn          | Partij               |
| Nr. | Gouverneur     | Start        | Einde            | Partij               |
| --- | -------------- | ------------ | ---------------- | -------------------- |
| 1   | James Miller   | 3 maart 1819 | 27 december 1824 | Onafhankelijk        |
| 2   | George Izard   | 4 maart 1825 | 22 november 1828 | Democratische Partij |
| 3   | John Pope      | 9 maart 1829 | 9 maart 1835     | Democratische Partij |
| 4   | William Fulton | 9 maart 1835 | 15 juni 1836     | Democratische Partij |

## Gouverneurs van Arkansas (1836–heden)
| Nr.   | Gouverneur van Arkansas Governor of Arkansas | Gouverneur van Arkansas Governor of Arkansas | Gouverneur van Arkansas Governor of Arkansas | Ambtstermijn      | Ambtstermijn     | Partij(en) | Verkiezing(en) |
| ----- | -------------------------------------------- | -------------------------------------------- | -------------------------------------------- | ----------------- | ---------------- | ---------- | -------------- |
| 1     |                                              | James Conway                                 | James Conway (1796–1855)                     | 18 september 1836 | 4 november 1840  | D          | 1836           |
| 2     |                                              | Archibald Yell                               | Archibald Yell (1797–1847)                   | 4 november 1840   | 30 april 1844    | D          | 1840           |
| [ 2 ] |                                              | Samuel Adams                                 | Samuel Adams (1805–1850)                     | 30 april 1844     | 10 november 1844 | D          | 1840           |
| 3     |                                              | Thomas Drew                                  | Thomas Drew (1802–1879)                      | 10 november 1844  | 10 januari 1849  | D          | 1844           |
| 3     | 1848                                         | Thomas Drew                                  | Thomas Drew (1802–1879)                      | 10 november 1844  | 10 januari 1849  | D          |                |
| [ 2 ] |                                              |                                              | Richard Byrd (1805–1854)                     | 10 januari 1849   | 20 april 1849    | D          |                |
| 4     |                                              | John Roane                                   | John Roane (1817–1867)                       | 20 april 1849     | 16 november 1852 | D          | 1849           |
| 5     |                                              | Elias Conway                                 | Elias Conway (1812–1892)                     | 16 november 1852  | 16 november 1860 | D          | 1852           |
| 5     | 1856                                         | Elias Conway                                 | Elias Conway (1812–1892)                     | 16 november 1852  | 16 november 1860 | D          |                |
| 6     |                                              | Henry Rector                                 | Henry Rector (1816–1899)                     | 16 november 1860  | 4 november 1862  | D          | 1860           |
| [ 2 ] |                                              |                                              | Thomas Fletcher (1817–1880)                  | 4 november 1862   | 15 november 1862 | D          | 1860           |
| 7     |                                              | Harris Flanagin                              | Harris Flanagin (1817–1874)                  | 15 november 1862  | 20 januari 1864  | D          | 1862           |
| 8     |                                              | Isaac Murphy                                 | Isaac Murphy (1799–1882)                     | 20 januari 1864   | 1 juli 1868      | NU         | 1864           |
| 9     |                                              | Powell Clayton                               | Powell Clayton (1833–1914)                   | 1 juli 1868       | 17 maart 1871    | R          | 1868           |
| [ 2 ] |                                              | Ozra Hadley                                  | Ozra Hadley (1826–1915)                      | 17 maart 1871     | 6 januari 1873   | R          | 1868           |
| 10    |                                              |                                              | Elisha Baxter (1827–1899)                    | 6 januari 1873    | 12 november 1874 | R          | 1872           |
| 11    |                                              | Augustus Garland                             | Augustus Garland (1832–1899)                 | 12 november 1874  | 11 januari 1877  | D          | 1874           |
| 12    |                                              | William Read Miller                          | William Read Miller (1823–1887)              | 11 januari 1877   | 13 januari 1881  | D          | 1876           |
| 12    | 1878                                         | William Read Miller                          | William Read Miller (1823–1887)              | 11 januari 1877   | 13 januari 1881  | D          |                |
| 13    |                                              | Thomas Churchill                             | Thomas Churchill (1824–1905)                 | 13 januari 1881   | 13 januari 1883  | D          | 1880           |
| 14    |                                              | James Berry                                  | James Berry (1841–1913)                      | 13 januari 1883   | 15 januari 1885  | D          | 1882           |
| 15    |                                              | Simon Hughes                                 | Simon Hughes (1830–1906)                     | 15 januari 1885   | 18 januari 1889  | D          | 1884           |
| 15    | 1886                                         | Simon Hughes                                 | Simon Hughes (1830–1906)                     | 15 januari 1885   | 18 januari 1889  | D          |                |
| 16    |                                              | James Eagle                                  | James Eagle (1837–1904)                      | 18 januari 1889   | 13 januari 1893  | D          | 1888           |
| 16    | 1890                                         | James Eagle                                  | James Eagle (1837–1904)                      | 18 januari 1889   | 13 januari 1893  | D          |                |
| 17    |                                              | William Fishback                             | William Fishback (1831–1903)                 | 13 januari 1893   | 15 januari 1895  | D          | 1892           |
| 18    |                                              | James Clarke                                 | James Clarke (1854–1916)                     | 15 januari 1895   | 17 januari 1897  | D          | 1894           |
| 19    |                                              | Daniel Webster Jones                         | Daniel Webster Jones (1839–1918)             | 17 januari 1897   | 18 januari 1901  | D          | 1896           |
| 19    | 1898                                         | Daniel Webster Jones                         | Daniel Webster Jones (1839–1918)             | 17 januari 1897   | 18 januari 1901  | D          |                |
| 20    |                                              | Jeff Davis                                   | Jeff Davis (1862–1913)                       | 18 januari 1901   | 17 januari 1907  | D          | 1900           |
| 20    | 1902                                         | Jeff Davis                                   | Jeff Davis (1862–1913)                       | 18 januari 1901   | 17 januari 1907  | D          |                |
| 20    | 1904                                         | Jeff Davis                                   | Jeff Davis (1862–1913)                       | 18 januari 1901   | 17 januari 1907  | D          |                |
| 21    |                                              | John Little                                  | John Little (1851–1916)                      | 17 januari 1907   | 11 februari 1907 | D          | 1906           |
| [ 2 ] |                                              | Ike Moore                                    | Ike Moore (1856–1937)                        | 11 februari 1907  | 15 mei 1907      | D          | 1906           |
| [ 2 ] |                                              | Xenophon Pindall                             | Xenophon Pindall (1873–1935)                 | 15 mei 1907       | 10 januari 1909  | D          | 1906           |
| [ 2 ] |                                              |                                              | Jesse Martin (1877–1915)                     | 10 januari 1909   | 15 januari 1909  | D          | 1906           |
| 22    |                                              | George Donaghey                              | George Donaghey (1856–1937)                  | 15 januari 1909   | 16 januari 1913  | D          | 1908           |
| 22    | 1910                                         | George Donaghey                              | George Donaghey (1856–1937)                  | 15 januari 1909   | 16 januari 1913  | D          |                |
| 23    |                                              | Joe Robinson                                 | Joe Robinson (1872–1937)                     | 16 januari 1913   | 4 maart 1913     | D          | 1912           |
| [ 2 ] |                                              |                                              | William Oldham (1865–1938)                   | 4 maart 1913      | 14 maart 1913    | D          | 1912           |
| [ 2 ] |                                              | Junius Futrell                               | Junius Futrell (1870–1955)                   | 14 maart 1913     | 6 augustus 1913  | D          | 1912           |
| 24    |                                              |                                              | George Hays (1863–1927)                      | 6 augustus 1913   | 10 januari 1917  | D          | 1913           |
| 24    | 1914                                         |                                              | George Hays (1863–1927)                      | 6 augustus 1913   | 10 januari 1917  | D          |                |
| 25    |                                              | Charles Brough                               | Charles Brough (1876–1935)                   | 10 januari 1917   | 10 januari 1921  | D          | 1916           |
| 25    | 1918                                         | Charles Brough                               | Charles Brough (1876–1935)                   | 10 januari 1917   | 10 januari 1921  | D          |                |
| 26    |                                              | Thomas McRae                                 | Thomas McRae (1851–1929)                     | 10 januari 1921   | 15 januari 1925  | D          | 1920           |
| 26    | 1922                                         | Thomas McRae                                 | Thomas McRae (1851–1929)                     | 10 januari 1921   | 15 januari 1925  | D          |                |
| 27    |                                              | Tom Terral                                   | Tom Terral (1882–1946)                       | 15 januari 1925   | 10 januari 1927  | D          | 1924           |
| 28    |                                              | John Martineau                               | John Martineau (1873–1937)                   | 10 januari 1927   | 14 maart 1928    | D          | 1926           |
| 29    |                                              | Harvey Parnell                               | Harvey Parnell (1880–1936))                  | 14 maart 1928     | 10 januari 1933  | D          | 1926           |
| 29    | D                                            | Harvey Parnell                               | Harvey Parnell (1880–1936))                  | 14 maart 1928     | 10 januari 1933  | 1928       |                |
| 29    | D                                            | Harvey Parnell                               | Harvey Parnell (1880–1936))                  | 14 maart 1928     | 10 januari 1933  | 1930       |                |
| 30    |                                              | Junius Futrell                               | Junius Futrell (1870–1955)                   | 10 januari 1933   | 13 januari 1937  | D          | 1932           |
| 30    | 1934                                         | Junius Futrell                               | Junius Futrell (1870–1955)                   | 10 januari 1933   | 13 januari 1937  | D          |                |
| 31    |                                              | Carl Bailey                                  | Carl Bailey (1894–1948)                      | 13 januari 1937   | 10 januari 1941  | D          | 1936           |
| 31    | 1938                                         | Carl Bailey                                  | Carl Bailey (1894–1948)                      | 13 januari 1937   | 10 januari 1941  | D          |                |
| 32    |                                              | Homer Adkins                                 | Homer Adkins (1890–1964)                     | 15 januari 1941   | 10 januari 1945  | D          | 1940           |
| 32    | 1942                                         | Homer Adkins                                 | Homer Adkins (1890–1964)                     | 15 januari 1941   | 10 januari 1945  | D          |                |
| 33    |                                              | Ben Laney                                    | Ben Laney (1896–1977)                        | 10 januari 1945   | 10 januari 1949  | D          | 1944           |
| 33    | 1946                                         | Ben Laney                                    | Ben Laney (1896–1977)                        | 10 januari 1945   | 10 januari 1949  | D          |                |
| 34    |                                              | Sid McMath                                   | Sid McMath (1912–2003)                       | 10 januari 1949   | 13 januari 1953  | D          | 1948           |
| 34    | 1950                                         | Sid McMath                                   | Sid McMath (1912–2003)                       | 10 januari 1949   | 13 januari 1953  | D          |                |
| 35    |                                              | Francis Cherry                               | Francis Cherry (1908–1965)                   | 13 januari 1953   | 10 januari 1955  | D          | 1952           |
| 36    |                                              | Orval Faubus                                 | Orval Faubus (1910–1994)                     | 10 januari 1955   | 10 januari 1967  | D          | 1954           |
| 36    | 1956                                         | Orval Faubus                                 | Orval Faubus (1910–1994)                     | 10 januari 1955   | 10 januari 1967  | D          |                |
| 36    | 1958                                         | Orval Faubus                                 | Orval Faubus (1910–1994)                     | 10 januari 1955   | 10 januari 1967  | D          |                |
| 36    | 1960                                         | Orval Faubus                                 | Orval Faubus (1910–1994)                     | 10 januari 1955   | 10 januari 1967  | D          |                |
| 36    | 1962                                         | Orval Faubus                                 | Orval Faubus (1910–1994)                     | 10 januari 1955   | 10 januari 1967  | D          |                |
| 36    | 1964                                         | Orval Faubus                                 | Orval Faubus (1910–1994)                     | 10 januari 1955   | 10 januari 1967  | D          |                |
| 37    |                                              | Winthrop Rockefeller                         | Winthrop Rockefeller (1913–1973)             | 10 januari 1967   | 12 januari 1971  | R          | 1966           |
| 37    | 1968                                         | Winthrop Rockefeller                         | Winthrop Rockefeller (1913–1973)             | 10 januari 1967   | 12 januari 1971  | R          |                |
| 38    |                                              | Dale Bumpers                                 | Dale Bumpers (1925–2016)                     | 12 januari 1971   | 3 januari 1975   | D          | 1970           |
| 38    | 1972                                         | Dale Bumpers                                 | Dale Bumpers (1925–2016)                     | 12 januari 1971   | 3 januari 1975   | D          |                |
| [ 2 ] |                                              | Bob Cowley Riley                             | Bob Cowley Riley (1924–1994)                 | 3 januari 1975    | 15 januari 1975  | D          |                |
| 39    |                                              | David Pryor                                  | David Pryor (1934–2024)                      | 15 januari 1975   | 3 januari 1979   | D          | 1974           |
| 39    | 1976                                         | David Pryor                                  | David Pryor (1934–2024)                      | 15 januari 1975   | 3 januari 1979   | D          |                |
| [ 2 ] |                                              | Joe Purcell                                  | Joe Purcell (1923–1987)                      | 3 januari 1979    | 9 januari 1979   | D          |                |
| 40    |                                              | Bill Clinton                                 | Bill Clinton (1946)                          | 9 januari 1979    | 19 januari 1981  | D          | 1978           |
| 41    |                                              | Frank White                                  | Frank White (1933–2003)                      | 19 januari 1981   | 11 januari 1983  | R          | 1980           |
| 42    |                                              | Bill Clinton                                 | Bill Clinton (1946)                          | 11 januari 1983   | 12 december 1992 | D          | 1982           |
| 42    | 1984                                         | Bill Clinton                                 | Bill Clinton (1946)                          | 11 januari 1983   | 12 december 1992 | D          |                |
| 42    | 1986                                         | Bill Clinton                                 | Bill Clinton (1946)                          | 11 januari 1983   | 12 december 1992 | D          |                |
| 42    | 1990                                         | Bill Clinton                                 | Bill Clinton (1946)                          | 11 januari 1983   | 12 december 1992 | D          |                |
| 43    |                                              | Jim Guy Tucker                               | Jim Guy Tucker (1943–2025)                   | 12 december 1992  | 16 juli 1996     | D          |                |
| 43    | 1994                                         | Jim Guy Tucker                               | Jim Guy Tucker (1943–2025)                   | 12 december 1992  | 16 juli 1996     | D          |                |
| 44    |                                              | Mike Huckabee                                | Mike Huckabee (1955)                         | 16 juli 1996      | 9 januari 2007   | R          |                |
| 44    | 1998                                         | Mike Huckabee                                | Mike Huckabee (1955)                         | 16 juli 1996      | 9 januari 2007   | R          |                |
| 44    | 2002                                         | Mike Huckabee                                | Mike Huckabee (1955)                         | 16 juli 1996      | 9 januari 2007   | R          |                |
| 45    |                                              | Mike Beebe                                   | Mike Beebe (1946)                            | 9 januari 2007    | 13 januari 2015  | D          | 2006           |
| 45    | 2010                                         | Mike Beebe                                   | Mike Beebe (1946)                            | 9 januari 2007    | 13 januari 2015  | D          |                |
| 46    |                                              | Asa Hutchinson                               | Asa Hutchinson (1950)                        | 13 januari 2015   | 10 januari 2023  | R          | 2014           |
| 46    | 2018                                         | Asa Hutchinson                               | Asa Hutchinson (1950)                        | 13 januari 2015   | 10 januari 2023  | R          |                |
| 47    |                                              | Sarah Huckabee Sanders                       | Sarah Huckabee Sanders (1982)                | 10 januari 2023   | heden            | R          | 2022           |

(D): Democraat · (R): Republikein · (O): Onafhankelijk